# Курська область у російсько-українській війні
Влітку 2024 року, на третій рік повномасштабного російського вторгнення в Україну, у Курській області Росії почалися бої між українськими та російськими військами.

## Перебіг подій

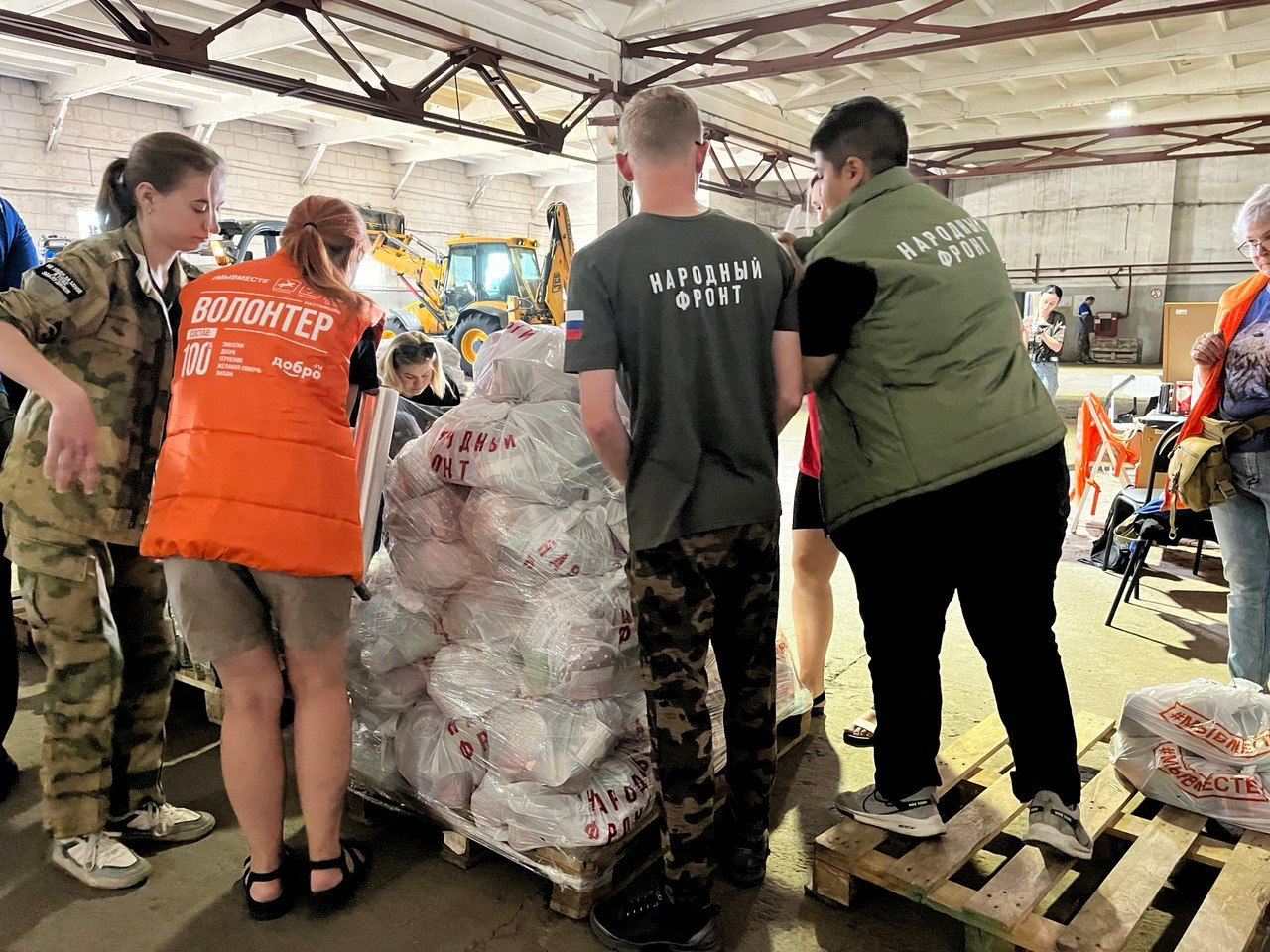
Роздача гуманітарної допомоги жителям Курської області, 9 серпня 2024 року

10 серпня з Курської області переселили понад 76 тисяч осіб із прикордонних районів. В області розгорнуто 60 пунктів тимчасового розміщення, де перебувають понад 4,4 тисячі осіб. Через бойові дії, які тривають з 6 серпня, у регіоні оголосили надзвичайну ситуацію федерального масштабу.
11 серпня уламки однієї з ракет впали на багатоповерхівку в Курську, за словами губернатора курської області, щонайменше 13 осіб постраждали, також пошкоджено автомобілі поряд, уламки спричинили пожежу біля будинку. 15 осіб евакуйовано.
Вночі ЗСУ увійшли до Біловського району на південному сході від Суджанського. Голова району рекомендував тим, хто вже евакуювався, не повертатися.

13 серпня прессекретар губернатора Курської області Ірина Толмачова повідомила, що евакуйовано понад дві тисячі людей із зони ризику. Було розпочато евакуацію Большесолдатського району.
15 серпня 2024 українська влада створила першу військову комендатуру на підконтрольних українським війським територіях Курської області. Керівником призначено генерал-майора Едуарда Москальова.
20 серпня в Курській області Росії оголосили про проведення дострокових виборів губернатора, які заплановані на 29 серпня, замість попередньо запланованих на 6—9 вересня. За інформацією від обласного виборчкому, рішення про перенесення виборів ухвалено в інтересах безпеки та захисту життя громадян. Олексій Смирнов, виконувач обов'язків губернатора та кандидат від партії «Єдина Росія», сказав, що «вибори відбуватимуться в умовах складних обставин».
Панівний режим РФ закликав жителів Рильська Курської області виїхати в інші регіони та не чекати «до останнього».